# Intralogistica
Per intralogistica, si intendono i flussi logistici di merci e materiali all'interno dell'area di un'azienda.
Rientrano nel settore, per esempio, sistemi complessi come i magazzini con vari livelli di automazione e componenti tecnologici utilizzati in simili sistemi, come, ad esempio, alimentatori meccanici e pneumatici, apparecchi di sollevamento, sensori, robotica, software di logistica, pallettizzatori, tecnologie per la gestione dati, sistemi di confezionamento, fino alla realizzazione di sistemi completi, in ottica "fabbrica automatica".
Il settore intralogistico è caratterizzato dalla collaborazione interdisciplinare di fornitori ed esperti delle varie branche. Il concetto è stato definito per distinguerlo dal trasporto merci fuori dallo stabilimento, definito appunto logistica.